# Alihan Kubalas
Alihan Kubalas (* 26. Oktober 1991 in Istanbul) ist ein türkischer Fußballspieler.

## Karriere
Kubalas spielte für die Nachwuchsabteilungen der Vereine Maltepespor, Fenerbahçe Istanbul und Istanbul Bulvarspor und begann seine Profikarriere 2010 beim Istanbuler Viertligisten Üsküdar Anadolu 1908 SK. Nach zwei Spielzeiten wurde er an den Mutterverein, dem Erstligisten Sivasspor, abgegeben. Hier machte er das vorsaisonale Vorbereitungscamp mit und wurde zum Saisonstart an den Drittligisten Tokatspor ausgeliehen. 2013 verließ er Sivasspor und spielte der Reihe nach für die Drittligisten Altay İzmir, Fatih Karagümrük SK, İstanbulspor und MKE Ankaragücü. 
Mit Ankaragücü erreichte er im Sommer 2016 die türkische Drittligameisterschaft und damit den Aufstieg in die TFF 1. Lig. Eine Saison später wurde er mit seinem Verein Zweitligameister und stieg mit ihm in die Süper Lig auf.

## Erfolge
Mit MKE Ankaragücü
- Meister der TFF 1. Lig und Aufstieg in die Süper Lig: 2017/18
- Meister der TFF 2. Lig und Aufstieg in die TFF 1. Lig: 2016/17